# 布莱斯 (诺森伯兰郡)
布萊斯（英語：Blyth，/ˈblaɪð/）是英格蘭諾森伯蘭郡的一個城市和民政教區。布萊斯有人口37,339人。
布莱斯的历史可以追溯到12世纪。近代以來，煤矿开采业和造船业是该镇的主要产业。